# Оксфордский университет
О́ксфордский университе́т (англ. University of Oxford) — британский публичный (государственный) университет в городе Оксфорд, Англия. Один из старейших университетов в мире, первый англоязычный и на Британских островах.
Хотя точная дата основания университета неизвестна, есть сведения, что обучение там происходило уже в 1096 году. Входит в группу «старинных университетов» Великобритании и Ирландии, а также в элитную группу «Рассел» лучших 24 университетов Великобритании. Обучение платное. Оксфордский университет занимает лидирующие позиции в престижных рейтингах университетов мира, в рейтинге The World University Ranking 2016—2020 годов университет занял 1 место в мире.
Оксфордский университет является исследовательским университетом в Оксфорде, Англия. Есть свидетельства преподавания уже в 1096 году, что делает его старейшим университетом в англоязычном мире и вторым старейшим университетом в мире в непрерывной работе, Он быстро рос с 1167 года, когда Генрих II запретил английским студентам посещать Парижский университет. После споров между студентами и оксфордскими горожанами в 1209 году некоторые ученые бежали на северо-восток в Кембридж, где они основали то, что стало Кембриджским университетом. Два английских древних университета имеют много общих черт и совместно называются Оксбриджем.
Университет состоит из 39 полуавтономных составляющих колледжей, 5 общежитий и ряда академических отделов, которые организованы в 4 подразделения. Все колледжи являются самоуправляющимися учреждениями в рамках университета, каждый из которых контролирует свое членство и свою внутреннюю структуру и деятельность. Все студенты являются членами колледжа. Он не имеет главного кампуса, а его здания и сооружения разбросаны по всему центру города. Преподавание бакалавриата в Оксфорде состоит из лекций, уроков в небольших группах в колледжах и залах, семинаров, лабораторных работ и иногда дополнительных учебных пособий, предоставляемых факультетами и кафедрами центрального университета. Последипломное обучение обеспечивается преимущественно централизованно.

## История
Точная дата основания Оксфордского университета неизвестна, однако обучение в Оксфорде велось уже в 1096 году. Высылка иностранцев из Парижского университета в 1167 году (в результате реформы Генриха II Плантагенета, он запретил английским студентам учиться в Сорбонне) заставила многих английских учеников уехать из Франции и поселиться в Оксфорде. После споров между студентами и горожанами Оксфорда в 1209 году некоторые учёные бежали на северо-восток в Кембридж, где они основали будущий Кембриджский университет. Два древних английских университета имеют много общих черт и вместе именуются Оксбриджем.
Историк и географ Гиральд Камбрийский читал здесь лекции студентам ещё в 1188 году, а первое упоминание об иностранных учениках было в 1190 году, первым иностранным студентом по документам был «Emo of Friesland». Главой университета являлся (и является по сей день) канцлер. Неанглийские студенты-британцы делились на северных (шотландцы) и южных (ирландцы и валлийцы). В последующих веках географическая принадлежность продолжала влиять на многих студентов, когда дружба между колледжами или общежитиями стала обычаем. Члены многих монашеских орденов — доминиканцы, францисканцы, кармелиты, августинцы, — обосновались в Оксфорде в середине XIII века; они оказывали влияние и поддерживали студенческие дома. Примерно в то же время для жизни в качестве самостоятельных ученических сообществ частными благотворителями были созданы колледжи. Среди первых были Уильям Дарем, который в 1249 году основал Университетский колледж (Оксфорд) (англ. University College), и Иоанн I де Баллиол, отец будущего короля Шотландии, в честь которого назван Колледж Баллиол (англ. Balliol College). Английский лорд-канцлер и основатель Мертон-колледжа (англ. Merton College) Вальтер де Мертон разработал правила для колледжей. Мертон-колледж стал образцом для других колледжей Оксфорда и Кембриджа. После этого многие студенты оставили жизнь в общежитиях и религиозных домах и переехали в колледжи.

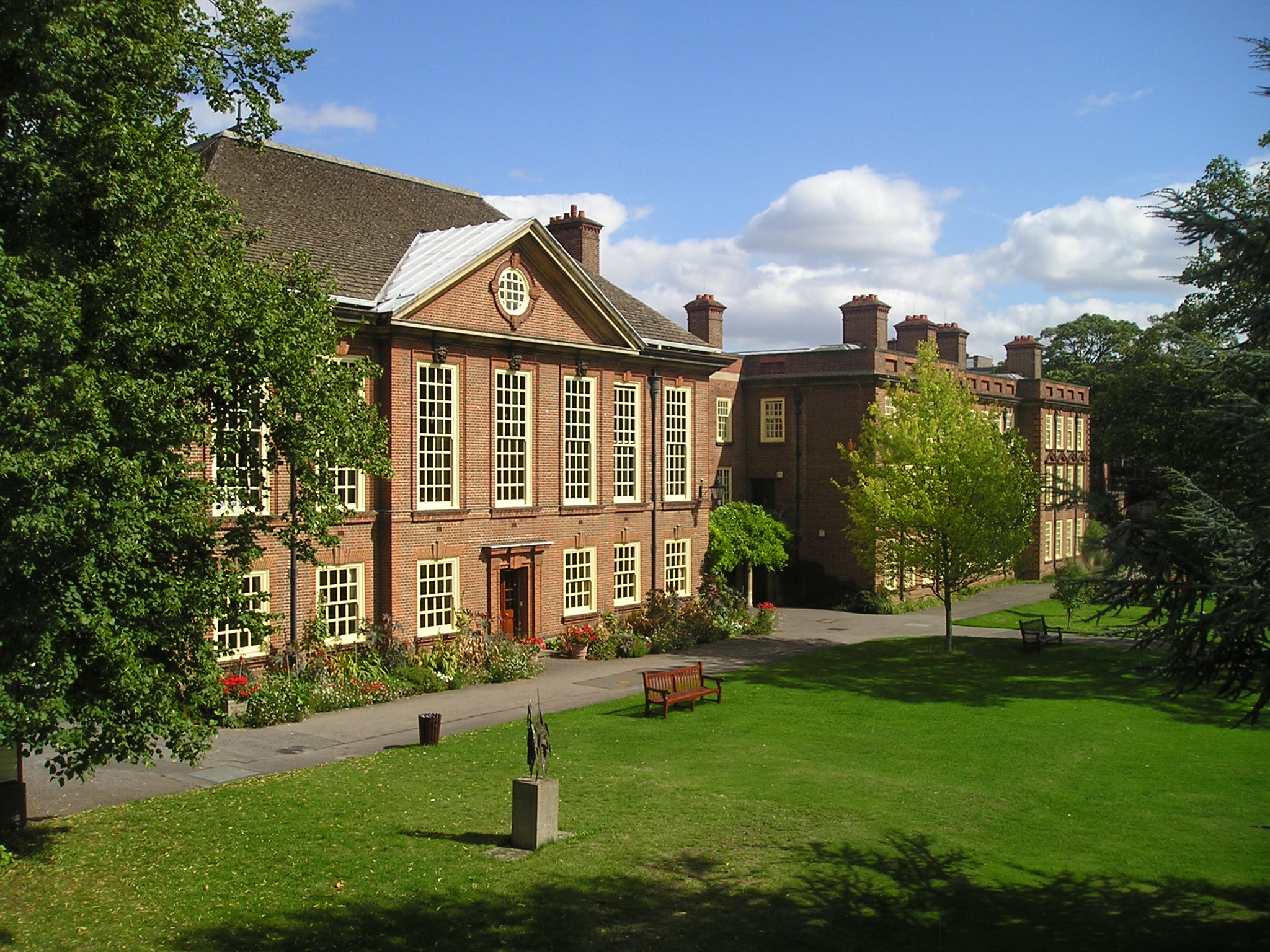
Сомервиль-колледж

В 1333—1334 годах несколько недовольных учёных из Оксфорда попытались основать новый университет в Стамфорде (Линкольншир). Из Оксфорда и Кембриджа стали поступать протесты в адрес короля Эдуарда III, и он запретил его создание — до 1820-х годов в Англии не было разрешено создавать новые университеты, даже в Лондоне, — и Оксфорд и Кембридж сохраняли монополию.
Если со временем через Оксфорд почти в обязательном порядке проходили члены высшего общества, то в Средние века до этого было ещё далеко. Там обучались только священнослужители, они снимали комнаты у местных жителей и зачастую были бедны.
В 1879 году Сомервиль-колледж стал одним из двух новообразованных одновременно учебных учреждений созданных в Оксфорде для обучения женщин: Леди-Маргарет-Холл — во влиянии Церкви Англии, а второй — Сомервиль — как нерелигиозный, а в 1920 году присваиваемые им степени были признаны как оксфордско-университетские.

## Образование женщин
В 1875 году университет принял устав, разрешающий сдавать экзамены женщинам примерно на уровне бакалавриата; В течение короткого периода в начале 1900-х годов это позволило «пароходным дамам» получать ad eundem степени в Дублинском университете. В июне 1878 года была образована Ассоциация по образованию женщин (AEW), целью которого было создание колледжа для женщин в Оксфорде. Некоторыми из наиболее видных членов ассоциации были Джордж Гранвиль Брэдли, Т. Х. Грин и Эдвард Стюарт Тэлбот. Тэлбот настаивал на специально англиканском институте, что было неприемлемо для большинства других членов. Две партии в конечном итоге разделились, и группа Тэлбота основала в 1878 году Леди Маргарет Холл, а в 1879-м Т. Х. Грин основал неконфессиональный Сомервилльский колледж. Леди Маргарет Холл и Сомервилл открыли свои двери для своих первых 21 студентов (12 из Сомервилля, 9 из Леди Маргарет Холл) в 1879 году, которые посещали лекции в комнатах над оксфордской пекарни. В 1879 году дома или с подругами жили 25 студенток, группа, которая превратилась в Общество студентов Оксфорда, а в 1952 году в колледж Святой Анны.
За этими первыми тремя обществами для женщин последовали St Hugh’s (1886) и St Hilda’s (1893). Все эти колледжи позже стали совместными, начиная с Леди Маргарет Холл и Святой Анны в 1979 году, и заканчивая St Hilda’s, которая начала принимать студентов мужского пола в 2008 году. В начале 20-го века Оксфорд и Кембридж широко воспринимались как бастионы мужских привилегий, однако интеграция женщин в Оксфорд продвинулась вперед во время Первой мировой войны. В 1916 году женщины были приняты в качестве студентов-медиков наравне с мужчинами, а в 1917 году университет взял на себя финансовую ответственность за женские экзамены.
7 октября 1920 года женщины получили право на поступление в качестве действительных членов университета и получили право на получение степеней. В 1927 году университетские доны создали квоту, которая ограничивала число студенток до четверти от числа мужчин, постановление, которое не было отменено до 1957 года. Однако в этот период оксфордские колледжи были однополыми, поэтому число женщин также было ограничено способностью женских колледжей принимать студентов. Только в 1959 году женским колледжам был предоставлен полный университетский статус.

## Вакцина противCOVID-19
В 2020 году компанией AstraZeneca и Оксфордским университетом была разработана векторная вакцина против COVID-19 «AZD1222» (ChAdOx1 nCoV-19) или Covishield, также известная как «Оксфордская вакцина».

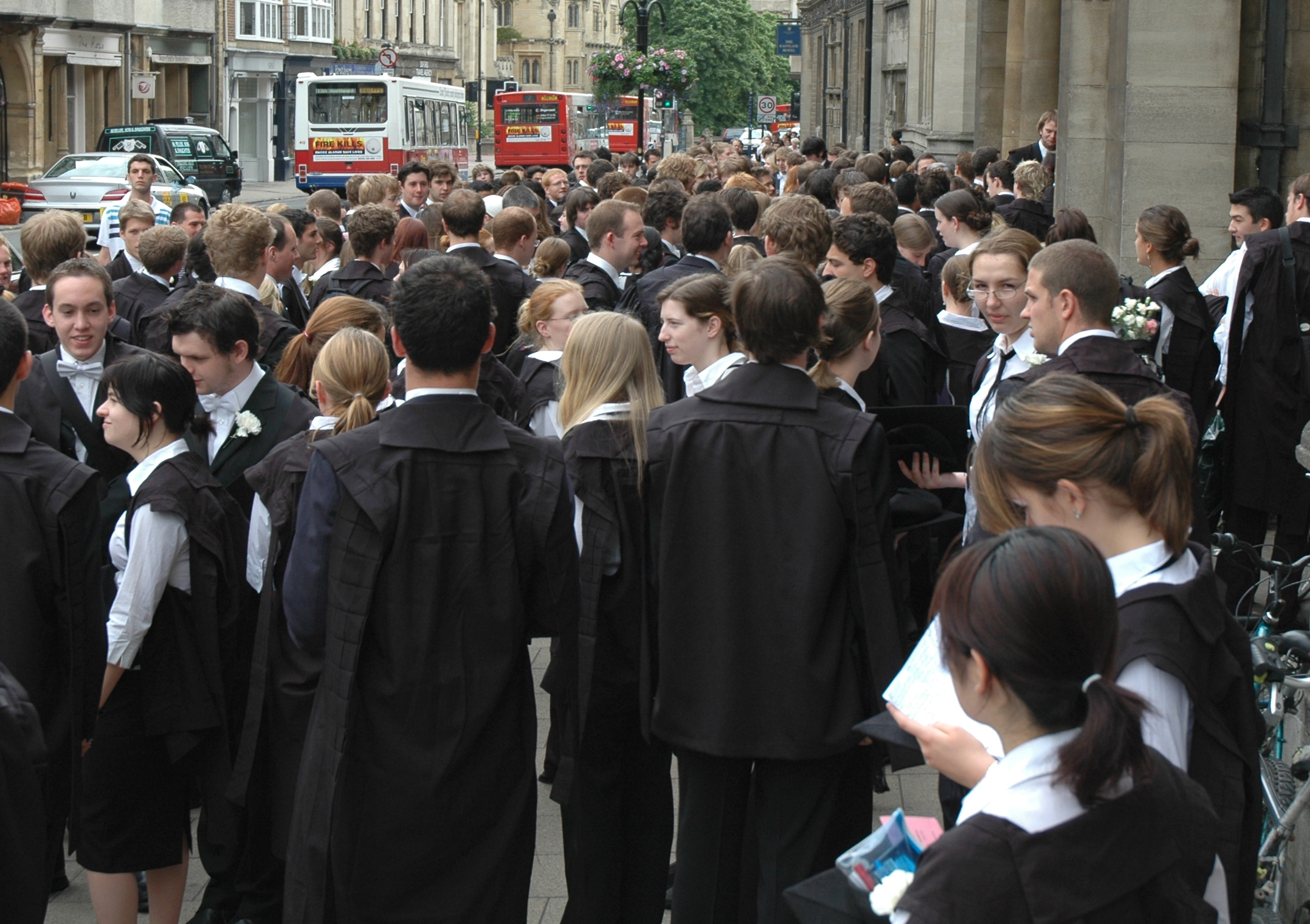
Студенты Оксфордского университета

## Приём в университет
В октябре-ноябре перед планируемым началом года обучения, абитуриенты подают заявления в колледжи. Специальная комиссия рассматривает оценки (только отличные, A-level), рекомендательные письма, проводит собеседования. До 2020 года эти собеседования обычно проводились лично, но во время пандемии Covid-19 были перенесены в онлайн и остаются такими с тех пор. В некоторых случаях будущего студента могут попросить показать свои письменные работы, провести собственные письменные тесты. (Школьные экзамены в Великобритании стандартизированы и проводятся не школами, а центральными экзаменационными комиссиями, аккредитованными государством). Поскольку места в университете предлагаются до того, как большинство абитуриентов завершит сдачу школьных экзаменов, студенты, как правило, принимаются с условием того, что их оценки к началу учебного года будут не ниже оговорённого балла (conditional offer). Необходимо также знать английский язык не хуже англичанина (по сертификатам IELTS — 7,5, TOEFL-интернет — 110). Обучение платное: расходы на проживание в год — от 13600 до 20000 фунтов; плата за обучение зависит от выбранной специальности и гражданства. Стоимость обучения для граждан Великобритании 9250 фунтов в год, для иностранцев — от 28 950 до 44 240 фунтов.
Для поступления в магистратуру и аспирантуру кандидаты подают заявления на соответствующий факультет. Точная стоимость проживания не установлена, составляет примерно от 1100 до 1600 фунтов стерлингов в месяц.
Не допускается подача заявлений в один и тот же год одновременно в Оксфордский и Кембриджский университеты.

## Структура университета
Университет состоит из 39 колледжей, а также 5 общежитий — закрытых учебных заведений, принадлежащих религиозным орденам без статуса колледжа. Экзамены, большинство лекций и лабораторных занятий организованы централизованно, а колледжи проводят индивидуальные занятия со студентами и семинары.
Сейчас в Оксфорде учится более 20000 студентов, около четверти из них — иностранные. Их количество резко увеличивается летом, когда открываются летние языковые школы. Ректор Оксфорда — сэр Крис Паттен. Женщин в Оксфорд начали принимать только в 1920-х годах, однако уже в 1970-х годах было отменено раздельное обучение.
Штат преподавателей Оксфорда огромен — почти 4000 человек, из них 70 — члены Королевского общества, более 100 — члены Британской академии. Оксфорд использует в обучении уникальную систему тьюторства — над каждым студентом учреждается персональная опека специалистами по выбранной специальности.
Основные направления подготовки студентов — гуманитарные, математические, физические, социальные науки, медицина, науки о жизни и окружающей среде.
Отделения:
- классических языков и литературы;
- древней истории;
- филологии, лингвистики и фонетики;
- живописи и изобразительного искусства;
- английского языка и литературы;
- средневековых и современных языков;
- современной истории;
- музыки;
- Востока;
- философии;
- теологии;
- Китая;
- истории искусств;
- истории медицины;
- антропологии;
- археологии (с 1961 года);
- биохимии;
- географии;
- ботаники;
- зоологии;
- математики;
- статистики;
- химии;
- наук о Земле;
- инженерных наук;
- материаловедения;
- физики;
- анестезии;
- кардиоваскулярной медицины;
- клинических лабораторных наук;
- клинической медицины;
- клинической неврологии;
- клинической фармакологии;
- генетики;
- молекулярной медицины;
- акушерства и гинекологии;
- офтальмологии;
- педиатрии;
- психиатрии;
- здоровья населения и первой помощи;
- хирургии;
- экспериментальной психологии;
- анатомии и генетики человека;
- патологии;
- фармакологии;
- физиологии;
- Африки;
- Бразилии;
- современного Китая;
- Японии;
- Латинской Америки;
- России и Восточной Европы;
- Южной Азии;
- экономики;
- образования;
- Института интернета;
- права;
- менеджмента;
- политики и международных отношений;
- общественной политики и социальной работы;
- социологии;
- дополнительного образования.

Оксфорд — не только университет, но ещё и крупнейший научно-исследовательский центр, у Оксфорда больше сотни библиотек (самая обширная университетская библиотека в Англии) и музеев, своё издательство. Главная научная библиотека университета — Научная библиотека Радклифа.
Студенты имеют возможность большое количество своего времени посвящать досугу — к их услугам более 300 кружков по интересам. Традиционно пристальное внимание в Оксфорде уделяется спорту как полезному и престижному виду отдыха.
В 2018/2019 финансовом году общий доход университета составил 2,45 миллиарда фунтов стерлингов, из которых 624,8 миллиона фунтов были получены от исследовательских грантов и контрактов.
Из стен Оксфорда вышла целая плеяда блестящих деятелей науки, литературы, искусства — здесь преподавали Кристофер Рен, Джон Толкин, Льюис Кэрролл, учились Роджер Бэкон и Маргарет Тетчер. Среди выпускников университете 28 британских премьер-министров Соединенного Королевства и многие главы государств и правительств по всему миру. По состоянию на октябрь 2020 года 72 лауреата Нобелевской премии, 3 лауреата Филдсовской премии и 6 лауреатов премии Тьюринга учились, работали или стажировались в Оксфордском университете, а его выпускники выиграли 160 олимпийских медалей.

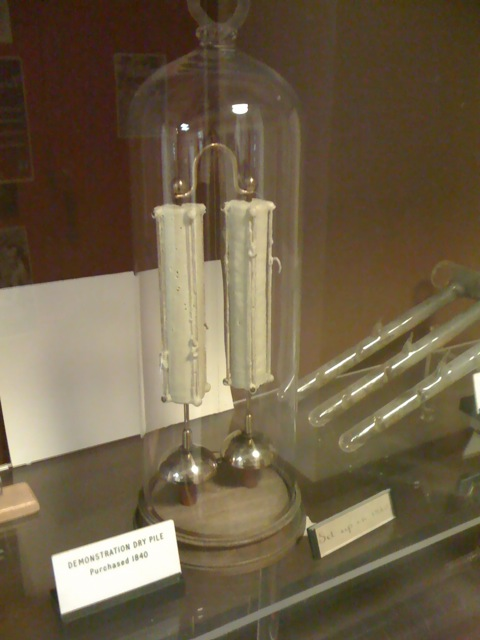
Оксфордский электрический звонок

## Факты
- В Оксфордском университете, в Кларендонской лаборатории, имеется электрический колокольчик, который непрерывно звонит с 1840 года. В нём используются силы электростатического притяжения, поэтому для поддержания работы тратится очень небольшое количество энергии. Сухие элементы питания для колокольчика были установлены при его создании и герметично залиты расплавленной серой, поэтому никто точно не знает, как именно они устроены. Работающий более 175 лет инструмент представляет собой один из самых длительных непрерывных экспериментов в истории[42].
- Известен костюм студента, один из атрибутов которого — Оксфордские «мешки».

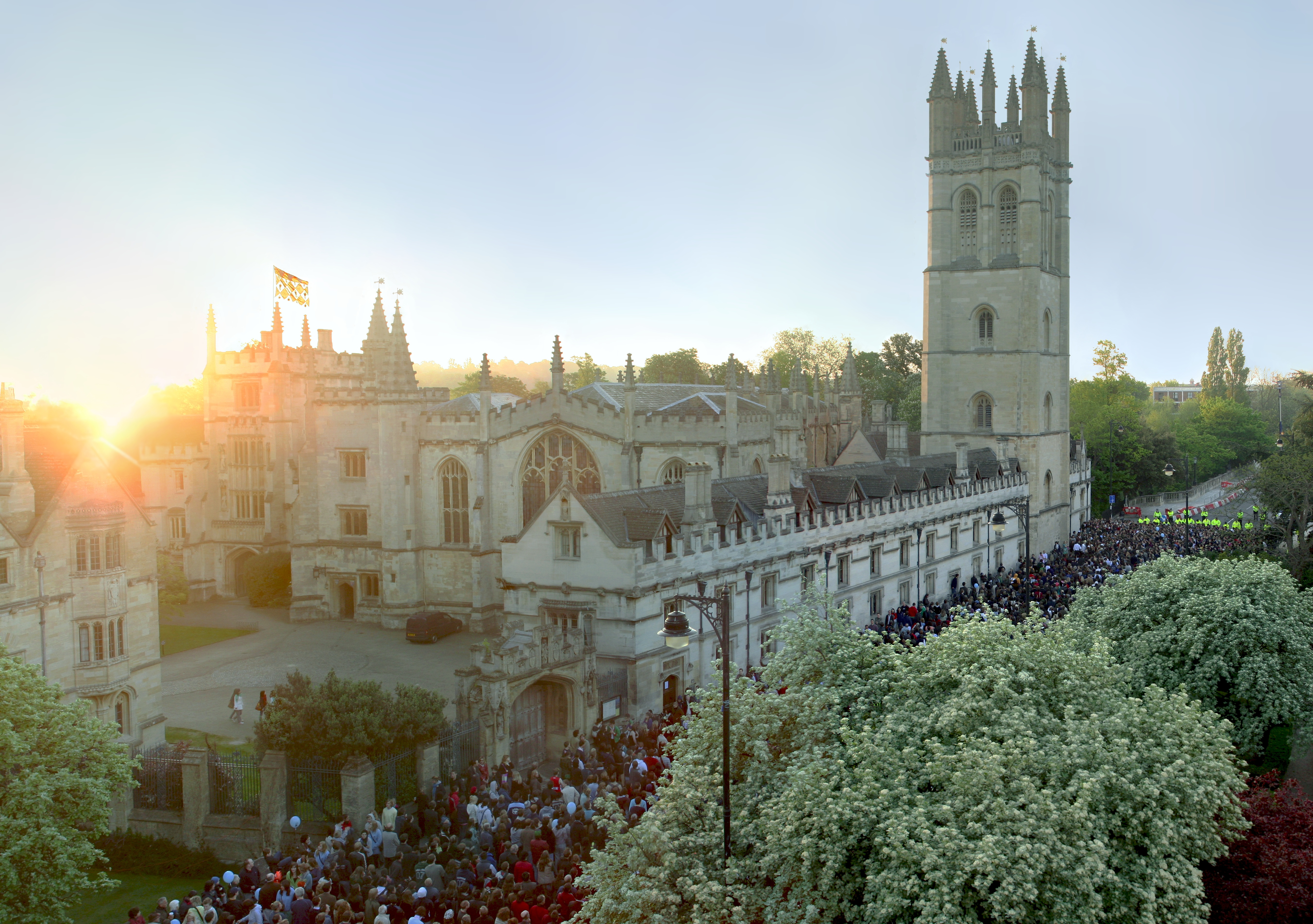
Здание Магдален-колледжа

## Колледжи Оксфорда
Самый первый колледж Оксфордского университета — Университетский — был основан в 1249 году. Два других колледжа Оксфорда, претендующих на историческое первенство — Баллиоль (1260) и Мертон-колледж (1264) — названы в честь своих создателей: Джон де Баллиол был отцом Иоанна I — будущего короля Шотландии, а основателем второго был лорд-канцлер Уолтер де Мертон. Впоследствии основано около сорока колледжей.